# Автошлях Т 2501
Автошля́х Т 2501 — автомобільний шлях територіального значення у Чернігівській області. Пролягає територією Куликівського та Чернігівського районів через Куликівку — Олишівку — Топчіївку. Загальна довжина — 37 км.

## Маршрут
Автошлях проходить через такі населені пункти:
| Автошлях Т 2501      |        |
| Чернігівська область |        |
| Куликівський район   |        |
| Куликівка            | Р67    |
| Дроздівка            |        |
| Орлівка              |        |
| Смолянка             | Т 2522 |
| Чернігівський район  |        |
| Олишівка             |        |
| Топчіївка            | E95М01 |